# Šachar Pe'erová
Šachar Pe'erová (hebrejsky: שחר פאר, v českých médiích běžně psána jako Šahar Peerová; * 1. května 1987 Jeruzalém) je bývalá izraelská profesionální tenistka.
V roce 2008 získala slovenský pas. Její babička Juliana Ecksteinová pochází z obce Streda nad Bodrogom, dědeček z Varína. Slovenské pasy mají také její sourozenci – bratr Šlomi a sestra Šani.

## Kariéra
Od roku 2004 hrála profesionálně. V roce 2004 vyhrála juniorku na Australian Open. Od roku 2006 se držela mezi 15.–30. místem ženského žebříčku WTA.
V roce 2006 získala první turnajové vítězství WTA ve dvouhře na turnaji v Pattaya. V květnu 2006 vyhrála také turnaje v Praze a v Istanbulu.
V roce 2007 se dostala do čtvrtfinále US Open.
Rok 2008 začala účastí ve finále čtyřhry na Australian Open ve dvojici s Viktorií Azarenkovou.
V únoru 2009 jí Spojené arabské emiráty odmítly udělit vízum. Pe'erová se zde měla účastnit dubajského turnaje v rámci WTA Tour 2009. To vyvolalo nesouhlasné reakce jak od tenisových funkcionářů, tak tenistek, např. Venus Williamsové.

## Finále na Grand Slamu

### Ženská čtyřhra: 1 (0–1)
| Stav       | rok  | turnaj          | povrch | spoluhráčka         | soupeřky ve finále                        | výsledek      |
| ---------- | ---- | --------------- | ------ | ------------------- | ----------------------------------------- | ------------- |
| Finalistka | 2008 | Australian Open | tvrdý  | Viktoria Azarenková | Aljona Bondarenková Kateryna Bondarenková | 6–2, 1–6, 4–6 |

## Finále na okruhu WTA
| Legenda (před/od 2009) D – dvouhra, Č – čtyřhra |
| ----------------------------------------------- |
| Grand Slam (0–1 Č)                              |
| Turnaj mistryň (0)                              |
| Tier I / Premier Mandatory & Premier 5 (0–2 Č)  |
| Tier II / Premier (2–2 Č)                       |
| Tier III, IV & V / International (5–4 D; 1–2 Č) |

### Dvouhra: 9 (5–4)
| Stav       | č. | datum             | turnaj                          | povrch  | soupeřka ve finále          | výsledek           |
| ---------- | -- | ----------------- | ------------------------------- | ------- | --------------------------- | ------------------ |
| Vítězka    | 1. | 12. února 2006    | Pattaya, Thajsko                | tvrdý   | Jelena Kostanićová Tošićová | 6–3, 6–1           |
| Vítězka    | 2. | 14. května 2006   | Praha, Česko                    | antuka  | Samantha Stosurová          | 4–6, 6–2, 6–1      |
| Vítězka    | 3. | 27. května 2006   | Istanbul, Turecko               | antuka  | Anastasija Myskinová        | 1–6, 6–3, 7–6(7–3) |
| Finalistka | 1. | 24. února 2007    | Memphis, Spojené státy          | koberec | Venus Williamsová           | 1–6, 1–6           |
| Vítězka    | 4. | 20. září 2009     | Kanton, Čína                    | tvrdý   | Alberta Briantiová          | 6–3, 6–4           |
| Vítězka    | 5. | 27. září 2009     | Taškent, Uzbekistán             | tvrdý   | Akgul Amanmuradovová        | 6–3, 6–4           |
| Finalistka | 2. | 16. ledna 2010    | Hobart, Austrálie               | tvrdý   | Aljona Bondarenková         | 2–6, 4–6           |
| Finalistka | 3. | 31. července 2011 | Washington, D.C., Spojené státy | tvrdý   | Naděžda Petrovová           | 5–7, 2–6           |
| Finalistka | 4. | 28. července 2013 | Baku, Ázerbájdžán               | tvrdý   | Elina Svitolinová           | 4–6, 4–6           |

### Čtyřhra: 10 (3–7)
| Stav       | č. | datum             | turnaj                                | povrch | spoluhráčka            | soupeřky ve finále                        | výsledek         |
| ---------- | -- | ----------------- | ------------------------------------- | ------ | ---------------------- | ----------------------------------------- | ---------------- |
| Vítězka    | 1. | 14. května 2006   | Praha, Česko                          | antuka | Marion Bartoliová      | Bethanie Matteková Ashley Harkleroadová   | 6–4, 6–4         |
| Vítězka    | 2. | 30. června 2006   | Stanford, Spojené státy               | tvrdý  | Anna-Lena Grönefeldová | Gisela Dulková Maria Elena Camerinová     | 6–1, 6–4         |
| Vítězka    | 3. | 29. července 2007 | Stanford, Spojené státy (2)           | tvrdý  | Sania Mirzaová         | Anna Čakvetadzeová Viktoria Azarenková    | 6–4, 7–6(7–5)    |
| Finalistka | 1. | 30. září 2007     | Lucemburk, Lucembursko                | tvrdý  | Viktoria Azarenková    | Janette Husárová Iveta Benešová           | 4–6, 2–6         |
| Finalistka | 6. | 25. ledna 2008    | Australian Open, Melbourne, Austrálie | tvrdý  | Viktoria Azarenková    | Aljona Bondarenková Kateryna Bondarenková | 6–2, 1–6, 4–6    |
| Finalistka | 3. | 21. března 2009   | Indian Wells, Spojené státy           | tvrdý  | Gisela Dulková         | Viktoria Azarenková Věra Zvonarevová      | 4–6, 6–3, [5–10] |
| Finalistka | 4. | 2. října 2010     | Tokio, Japonsko                       | tvrdý  | Pcheng Šuaj            | Iveta Benešová Barbora Záhlavová-Strýcová | 4–6, 6–4, [8–10] |
| Finalistka | 5. | 25. května 2013   | Brusel, Belgie                        | antuka | Gabriela Dabrowská     | Anna-Lena Grönefeldová Květa Peschkeová   | 0–6, 3–6         |
| Finalistka | 6. | 24. května 2014   | Norimberk, Německo                    | antuka | Raluca Olaruová        | Michaëlla Krajiceková Karolína Plíšková   | 0–6, 6–4, [6–10] |
| Finalistka | 7. | 27. července 2014 | Baku, Ázerbájdžán                     | tvrdý  | Raluca Olaruová        | Alexandra Panovová Heather Watsonová      | 2–6, 6–7(3–7)    |

## Fed Cup
Šachar Pe'erová se zúčastnila 24 zápasů Fed Cupu za tým Izraele s bilancí 17–7 ve dvouhře a 9–10 ve čtyřhře.

## Chronologie výsledků – dvouhra
| Australian Open                                                                               | A         | LQ        | 1k        | QF        | 3k        | 1k  | 3k  | 8–5   |
| French Open                                                                                   | A         | 3k        | 4k        | 4k        | 1k        | A   |     | 8–4   |
| Wimbledon                                                                                     | A         | 2k        | 2k        | 3k        | 4k        | 2k  |     | 8–5   |
| US Open                                                                                       | LQ        | 3k        | 4k        | QF        | 1k        | 3k  |     | 11–5  |
| Grand Slam W-L                                                                                | 0–0       | 5–3       | 7–4       | 13–4      | 5–4       | 3–3 | 2–1 | 35–19 |
| Olympijské hry                                                                                |           |           |           |           |           |     |     |       |
| LOH                                                                                           | A         | NN        | NN        | NN        | 2k        | NH  | NH  | 1–1   |
| Turnaj mistryň                                                                                |           |           |           |           |           |     |     |       |
| WTA Tour Championships                                                                        | A         | A         | A         | A         | A         | A   |     | 0–0   |
| Turnaje WTA Premier Mandatory                                                                 |           |           |           |           |           |     |     |       |
| Indian Wells                                                                                  | A         | A         | 4k        | QF        | 3k        | 4k  |     | 9–4   |
| Key Biscayne                                                                                  | LQ        | 3k        | 2k        | SF        | 4k        | 2k  |     | 8–4   |
| Madrid                                                                                        | NH        | NH        | NH        | NH        | NH        | 1k  |     | 0–1   |
| Peking                                                                                        | Ne Tier I | Ne Tier I | Ne Tier I | Ne Tier I | Ne Tier I | 1k  |     | 0–1   |
| Turnaje WTA Premier 5                                                                         |           |           |           |           |           |     |     |       |
| Dubaj                                                                                         | Ne Tier I | Ne Tier I | Ne Tier I | Ne Tier I | Ne Tier I | A   | SF  | 4–1   |
| Řím                                                                                           | A         | A         | 1k        | 3k        | A         | A   |     | 2–2   |
| Cincinnati                                                                                    | Ne Tier I | Ne Tier I | Ne Tier I | Ne Tier I | Ne Tier I | LQ  |     | 0–0   |
| Montréal / Toronto                                                                            | A         | A         | QF        | 3k        | 2k        | 3k  |     | 6–3   |
| Tokio                                                                                         | A         | A         | A         | 1k        | 1k        | A   |     | 0–2   |
| Bývalé turnaje WTA Tier I (nyní nejsou řazené ani mezi Premier Mandatory, ani mezi Premier 5) |           |           |           |           |           |     |     |       |
| Charleston                                                                                    | A         | 1k        | A         | 2k        | A         | NM5 | NM5 | 0–2   |
| Moskva                                                                                        | A         | A         | 2k        | A         | A         | NM5 | NM5 | 1–1   |
| Dauhá                                                                                         | Ne Tier I | Ne Tier I | Ne Tier I | Ne Tier I | 3k        | NH  | NH  | 2–1   |
| Berlín                                                                                        | A         | A         | A         | 2k        | 1k        | NH  | NH  | 1–2   |
| San Diego                                                                                     | A         | 2k        | 1k        | 1k        | NH        | NH  | NM5 | 1–3   |
| Curych                                                                                        | A         | A         | 2k        | 1k        | Ne Tier I | NH  | NH  | 1–2   |
| Turnajové tituly                                                                              | 0         | 0         | 3         | 0         | 0         | 2   | 0   | 5     |
| Žebříček WTA/konec roku                                                                       | 183.      | 45.       | 20.       | 17.       | 38.       | 31. |     | N/A   |

| Legenda | Legenda                                   | Legenda | Legenda                     |
| ------- | ----------------------------------------- | ------- | --------------------------- |
| SR      | poměr vyhraných turnajů ku všem odehraným | W–L V–P | výhry–prohry                |
| NH      | daný rok se turnaj nekonal                | A       | turnaje se hráč nezúčastnil |
| 1Q / LQ | prohra v (kole) kvalifikace               | 1k / 1R | prohra v daném kole turnaje |
| QF / ČF | prohra ve čtvrtfinále                     | SF      | prohra v semifinále         |
| F       | prohra ve finále                          | Vítěz   | vítězství v turnaji         |

## Postavení na žebříčku WTA na konci sezóny

### Dvouhra
| Rok    | 2002 | 2003   | 2004   | 2005  | 2006  | 2007  | 2008  | 2009  |
| Pořadí | 832. | ▲ 709. | ▲ 183. | ▲ 45. | ▲ 20. | ▲ 17. | ▼ 38. | ▲ 31. |

### Čtyřhra
| Rok    | 2002 | 2003 | 2004   | 2005  | 2006  | 2007  | 2008  | 2009  |
| Pořadí | 855. | ▼x.  | ▲ 288. | ▲ 86. | ▲ 27. | ▼ 29. | ▲ 19. | ▼ 56. |